# Maria Kanellis
Maria Frances Louise Kanellis (Ottawa, 25 de fevereiro de 1982) é uma modelo e lutadora de luta profissional que atualmente trabalha para a Impact Wrestling (TNA).
Entrou para a companhia em 2004, após o concurso Diva Search, como repórter. Em meados de 2006, Todd Grisham ocupou o cargo de repórter oficial da empresa, ficando até 2010, e manteve a sua ligação com o wrestling tendo trabalhado Ring of Honor, New Japan Pro Wrestling e Total Nonstop Action Wrestling (TNA), depois retorna para a WWE em 2017 e é despedida em 2020. Como modelo, Maria saiu na revista estadunidense Playboy em março de 2008.

## No wrestling
- Finishers e movimentos especiais
  - Running, Jumping or Wheelbarow Bulldog[6][7]
  - Bronco Buster
  - Headscissors Takedown
  - Hip Toss
  - Split Fist Drop
  - Heel kick
  - Spin Kick
  - Monkey Flip
  - Gutbuster
  - Diving Crossbody
  - Flying Clothesline
  - Dropkick
  - Running Crossbody
  - Jaw Breaker
  - Schoolgirl
  - Victory Roll Up
- Managers
  - Dolph Ziggler
  - Ashley
  - Mickie James
  - Melina
  - Michelle McCool
  - Santino Marella
  - Mike Kanellis

### Tema musical
- - "With Legs Like That" de Zebrahead
  - "Party" de Jim Jonhson

## Prêmios e campeonatos
- Pro Wrestling Illustrated
  - Classificada como a #29 das 50 melhores lutadoras femininas da PWI Female 50 em 2008
- Playboy
  - Capa do mês de março de 2008
- WWE
  - WWE Slammy Awards para "Diva do Ano de 2009"
  - WWE 24/7 Championship (1 vez)
- Family Wrestling Entertainment
  - FWE Women's Championship (2 vezes, Atual)

## Títulos e prêmios
- FHM
  - 84ª no "The Sexiest Woman 2008"[7]
- Playboy
  - Cover girl (Março de 2008)[3]

- - PWI a colocou como #29 das 500 melhores wrestlers durante a PWI 50 de 2008.[8]